# Émile Thubron
Ernest Blakelock „Émile” Thubron (ur. 15 lipca 1861 w Boldon, zm. 22 maja 1927 w Tokomaru) – francuski motorowodniak, mistrz olimpijski.
Jeden raz startował w igrzyskach olimpijskich. W 1908 roku w Londynie zdobył złoty medal indywidualnie w klasie open.
Był Brytyjczykiem, ale jego łódź Camille została zbudowana we Francji i załoga (jednoosobowa) startowała pod flaga francuską. 